# شب‌کوری
شب کوری (Nyctalopia) یک بیماری بینایی است که موجب می‌شود بینایی فرد مبتلا، در شب مختل شود؛ البته ضعف دید در شب تنها مشکل افراد مبتلا نیست، این افراد هنگام رفتن از محیطی روشن به محیطی تاریک نیاز به زمان بیشتری برای تطابق دید دارند و قدرت تباین و تقابل (کنتراست) دید آن‌ها نیز کمتر است.

## عوامل
- کمبود رودوپسین (ناشی از کمبود ویتامین آ)
- گزروفتالمی
- التهابات شبکیه
- آب مروارید
- جداشدگی شبکیه
- دژنراسیون ماکولا
- جراحی‌های لیزری چشم مانند لیزیک

همچنین قرار گرفتن در معرض نور بسیار شدید موجب شب کوری می‌شود چون باعث تخلیه رودوپسین می‌شود. برای جلوگیری از مبتلا شدن به شب کوری می‌توان از منابع غذایی ویتامین آ استفاده کرد که احتمال مبتلا شدن به گزروفتالمی را کاهش می‌دهد .